# Serge Basset
Hippolyte Gaëtan Chapoton, dit Serge Basset, né le 22 juin 1865 à Grenoble et mort sur le front britannique le 29 juin 1917 près de Lens, est un écrivain, dramaturge et journaliste français.

## Biographie
Serge Basset étudie au lycée de Grenoble, puis au lycée Louis-le-Grand. D'abord professeur de rhétorique à Paris, il devient principal des collèges de Saint-Marcellin, de la Mure et de Valence, et répétiteur général au petit lycée Condorcet.
Après avoir dirigé une petite revue, Matines, poussé par une vocation pour le journalisme, il s'installe à Paris. Il collabore au National, à Gil Blas, au Matin, au Figaro. Il a notamment dirigé la critique artistique et théâtrale au Figaro. C'est pour Le Matin, qu'envoyé en reportage en Angleterre en 1899, il rencontrera Ferdinand Walsin Esterhazy, le véritable traître de l'affaire Dreyfus, et obtiendra ses aveux de la confection du bordereau. Après son passage au Figaro, il quitte le journalisme pour diriger le Théâtre Femina.
Serge Basset a écrit un certain nombre de romans, de poésies et de pièces de théâtre. Il a été le fondateur de l'Association des Courriéristes de théâtre. Il redevient journaliste de grand reportage à l'occasion de la Première Guerre mondiale, travaillant pour L'Information et Le Petit Parisien. Envoyé spécial du Petit Parisien sur le front britannique, il est mort d'une balle reçue en pleine poitrine. Il est décoré à titre posthume de la croix de guerre avec palme.
Il est inhumé dans le cimetière de Nœux-les-Mines.
L'Académie française lui décerne le prix Monbinne en 1917.

## Distinctions
- Chevalier de la Légion d'honneur (1910)

## Œuvres

### Romans
- Le Premier amour, Paris : P. Lafitte , (s. d.)
- Fine Mouche, avec Rodolphe Bringer (1869-1943), Paris : édition du 'Monde illustré' , 1909.

### Pièces de théâtre
- 1897 :
  - Vers le sabbat, évocation de sorcellerie en un acte, [Paris, Théâtre de la Bodinière, 15 avril 1897.], Paris, Chamuel , 1897.
  - La grande Rouge ! drame social en 4 actes, en prose, Paris : Chamuel , 1897.
  - Pierrot se range, pantomine en un acte, 1897.
- 1904 :
  - La Femme de César, comédie en 1 acte, avec Alfred Delilia (1844-1916), [Paris, Grand Guignol, 10 novembre 1904], Paris : E. Fasquelle , 1905.
  - Poste restante, comédie en 1 acte, 1904.
  - La faute, comédie en un acte, Paris : Théâtre des Mathurins, Paris : A. Joanin , 1904.
- 1906 :
  - Ce qui arriva au percepteur, pièce en 3 actes, représentée pour la première fois à la Comédie Mondaine, à Bruxelles, le 3 novembre 1906, Paris, E. Fasquelle , 1906.
- 1907 :
  - Une Aventure de Frédérick-Lemaître, comédie en 2 actes, représentée pour la première fois, à Paris, sous les auspices de l'Œuvre, sur le Théâtre Grévin, le 7 juin 1907, Paris, E. Fasquelle , 1907.
- 1909 : 
  - Les Grands, pièce en quatre actes, en collaboration avec Pierre Veber, représentée pour la première fois à Paris au Théâtre de l'Odéon le 26 janvier 1909, adaptée au cinéma en 1918, 1924 et en 1936.
  - L'Amour à quinze ans [ou les Avantages de la lecture], fantaisie en 1 acte (1909), Paris, C. Joubert , (1909), portrait de Mlle Mario Calvill sur le titre.
- 1910 :
  - Un cas de conscience, avec Paul Bourget (1852-1935), Paris (France) : Comédie-Française - 04-07-1910.
  - Petites femmes, comédie en 1 acte. (Paris, théâtre Michel, 21 janvier 1910.), Paris : Librairie théâtrale, 1910.
  - L'Auberge rouge, nouvelle lyrique en 2 actes (d'après Balzac), Musique de Jean Nouguès. (Nice, Casino municipal, 21 février 1910.) (1910), Jean Nouguès (1875-1932), Honoré de Balzac (1799-1850), Paris, Enoch , 1910.
  - Une aventure impériale, comédie en 1 acte. [Paris, Capucines, 10 février 1910.], avec Maurice Hennequin (1863-1926), Paris : P.-V. Stock , 1910.
  - Truc infaillible, fantaisie en 1 acte. (Paris, Parisiana), Paris, C. Joubert , 1910.
- 1912 : 
  - L'Evasion du capitaine, grand drame patriotique en 5 actes (Paris, Gaité-Rochechouart, 3 mai 1912), avec Henry Darcourt, Paris, C. Joubert.
  - Une nuit d'amour, pièce en 1 acte, avec  Maurice Hennequin (1863-1926), Paris : P. V. Stock , 1912

### Livres documentaires
- Le devoir socialiste, Paris : Chamuel , 1896.
- L'Italie en armes (les Italiens d'aujourd'hui vus par un Français), Milano : Istituto editoriale italiano, 1916. [lire en ligne]

## Adaptations cinématographiques
- 1918 : Les Grands de Georges Denola, adapté de la pièce éponyme de Pierre Veber et Serge Basset, créée en 1909.
- 1924 : Les Grands de Henri Fescourt, adapté de la pièce du même nom de Pierre Veber et Serge Basset, créée en 1909.
- 1936 : Les Grands de Robert Bibal et Félix Gandéra, adapté de la pièce du même nom de Pierre Veber et Serge Basset, créée en 1909, dialogues de Félix Gandéra, Veber et Basset étant crédités de coscénaristes